# Langona magna
Langona magna är en spindelart som beskrevs av Lodovico di Caporiacco 1947. Langona magna ingår i släktet Langona och familjen hoppspindlar. Inga underarter finns listade i Catalogue of Life.